# ライサ・スメタニナ
ライサ・スメタニナ（Raisa Petrovna Smetanina、ロシア語: Раи́са Петро́вна Смета́нина、1952年2月29日 - ）はソビエト連邦コミ共和国Mokhcha出身の元クロスカントリースキー選手。1970年代後半から1990年代初めにかけてソ連代表、ロシア代表として活躍した。

## プロフィール
1974年ノルディックスキー世界選手権5kmで銅メダルを獲得。1976年のインスブルックオリンピックでは5km銀メダル、10kmとリレーでは金メダルを獲得した。以後1992年まで第一線で活躍し5度のオリンピックで10個のメダルを獲得、これは冬季オリンピックの女性選手では史上最多である。またノルディックスキー世界選手権は8度出場して金、銀、銅各4個ずつ計12個のメダルを獲得した。
40歳の誕生日を12日後に控えた1992年アルベールビルオリンピックのリレーで金メダルを獲得し女子距離競技史上最年長のメダリストとなった。このシーズン限りで現役を退いている。
ホルメンコーレンスキー大会では1975年に10kmと5km、1979年に5kmで優勝、1979年にはホルメンコーレン・メダルを受章（同時受章エリック・ホーカー、 インゲマル・ステンマルク）している。
クロスカントリースキー・ワールドカップでは1978-1979シーズンのテスト大会総合2位、1980-1981シーズンのテスト大会総合優勝、1983-1984シーズンに自己最高の総合2位となり、通算3勝（2位9回、3位4回）。またソビエト連邦選手権で計21個のタイトルを獲得した。